# Biblioteka Narodowa Wybrzeża Kości Słoniowej
Biblioteka Narodowa Wybrzeża Kości Słoniowej (fr. Bibliothèque Nationale de Côte d’Ivoire) – biblioteka narodowa  powstała w 1968 roku w Abidżanie.

## Historia
Biblioteka została utworzona 24 kwietnia 1968 roku na bazie biblioteki sekcji Francuskiego Instytutu Czarnej Afryki. 9 stycznia 1974 roku został przez prezydenta Félixa Houphouet-Boigny otwarty nowy budynek biblioteki zbudowany w Abidżanie. Koszt budowy wyniósł 750 milionów franków CFA. Na podstawie umowy z 1968 roku 435 milionów zapłaciła Kanada. W 2006 roku bibliotekę zamknięto z powodu braku środków. W listopadzie 2008 roku dzięki wsparciu japońskiej firmy Mitsubishi Corporation otwarto w budynku biblioteki czytelnię i wypożyczalnię dla dzieci. Podczas zamieszek w kwietniu 2011 roku biblioteka została splądrowana. W maju 2016 roku Biblioteka Narodowa Francji podarowała bibliotece 20 000 książek dla młodzieży.

## Budynek
Nowy budynek biblioteki zbudowano na 1,2 ha działce. Ma on powierzchnię 6500 m². W budynku zlokalizowano dwie czytelnie dla 300 czytelników. Magazyny miały pojemność 200 000 woluminów, a do prawie 100 000 woluminów był możliwy wolny dostęp.

## Zadania
Zgodnie z rozporządzeniem 060/MCF/CAB z dnia 23 stycznia 2017 roku biblioteka ma gromadzić i przechowywać całość wydawnictw krajowych, opracowywać je i udostępniać, współpracować z bibliotekami zagranicznymi i prowadzić programy badawcze, przede wszystkim w zakresie bibliotekoznawstwa.

## Działalność
Obecnie (2019) w budynku Biblioteki Narodowej działa:
- Bibliothèque Enfantine (Biblioteka dziecięca). Oferuje ona nie tylko dostęp do literatury, ale także multimediów, Internetu i zajęć dla dzieci[5]. Dostęp do niej jest płatny w wysokości 1000 FCFA[6].
- Bibliothèque de recherche (Biblioteka naukowa). Mogą z niej korzystać studenci i naukowcy. Są w niej udostępniane nie tylko książki, ale również czasopisma (w tym prasa krajowa), zbiory specjalne i historyczne, wycinki prasowe i zbiór fotografii[7]. Aby z niej korzystać należy wyrobić sobie kartę czytelnika i zapłacić opłatę roczną[8].
- 23 mini biblioteki w salonach fryzjerskich w Abidżanie i miastach w głębi kraju. W ramach projektu „Kobiety i czytanie” w 2012 roku powstały biblioteczki liczące po 50 książek, które są regularnie wymieniane[9].
- La Banque de Prêt (B.P) (Wypożyczalnia) dla młodzieży i dorosłych. Korzystanie z niej jest możliwe po uiszczeniu opłaty rocznej 2000 FCFA.